# 六分儀座V505
六分儀座V505，又名BD-14 5578，HD 187949、SAO 163080、HR 7571，是六分儀座的一颗恒星，视星等为6.48，位于銀經26.38，銀緯-20.12，其B1900.0坐标为赤經19h 47m 27.8s，赤緯-14° -20.12′ 34″。